# Pine64
Pine64 est une entreprise basée sur un développement communautaire, spécialisée dans le développement de solutions informatiques en matériel libre, utilisant des systèmes GNU/Linux, donc également licence libre. Ses produits utilisent principalement des processeurs d'architecture RISC, d'architecture ARM, RISC-V, ou encore OpenRISC.

## Smartphones et tablettes
Le PinePhone est un smartphone, lancé début 2020, fonctionnant sous Linux, et utilisant un SoC Allwinner A64, basé sur l'architecture OpenRISC AR100, dont les pièces sont facilement détachables et remplaçables, et dont la majorité des pilotes sont à source ouverte, sous licence libre, le but étant à terme de ne plus avoir de binaires propriétaires. Des commutateurs matériels sont également présents, afin de pouvoir bloquer toute tentative de contrôle à distance, en coupant les circuits des différents composants réseau,.

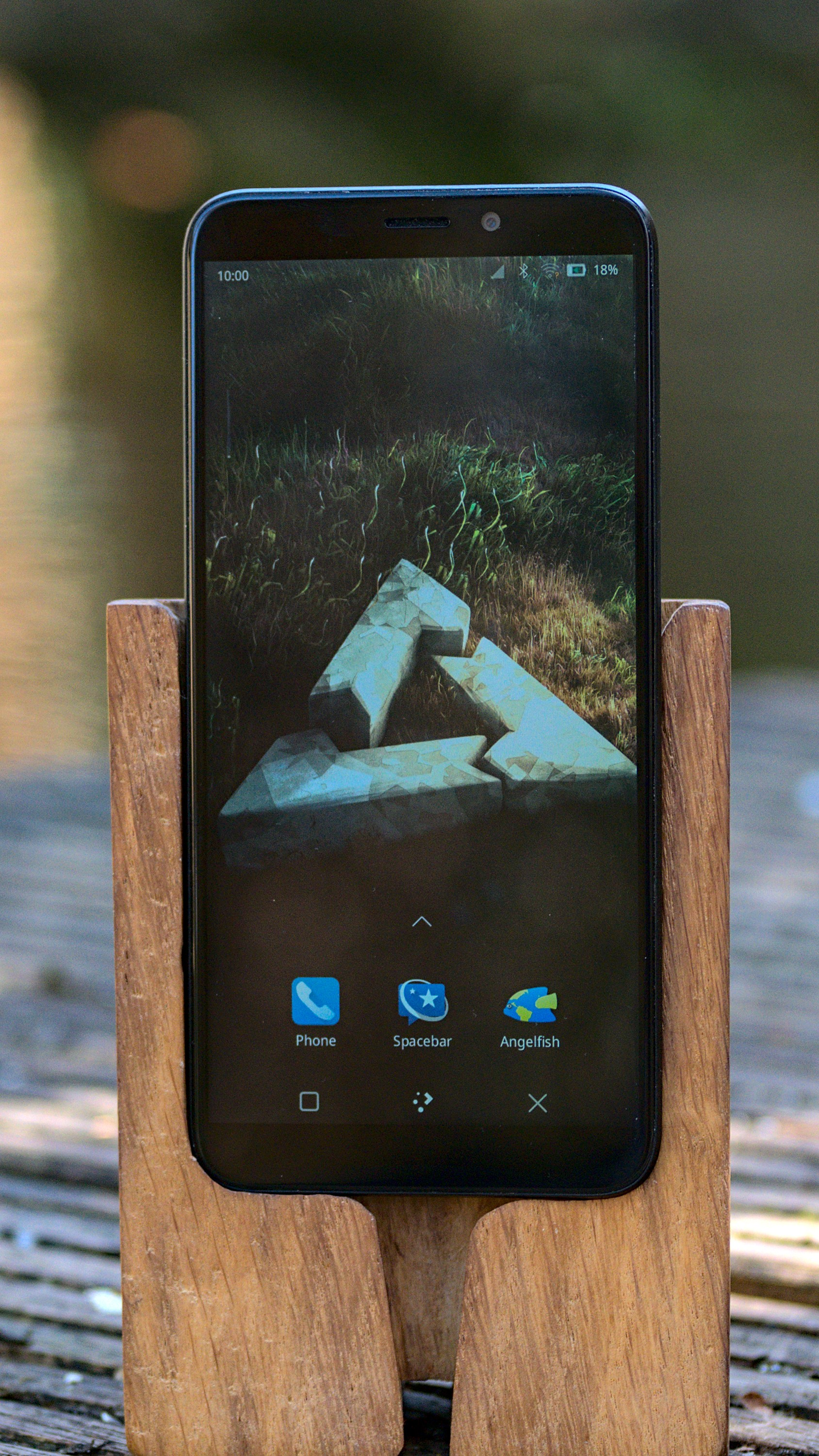
PinePhone Pro utilisant le bureau KDE Plasma Mobile

Pinephone Pro, une version haut de gamme, est sortie en 2021, cette version utilise un SoC Rockchip RK3399S.

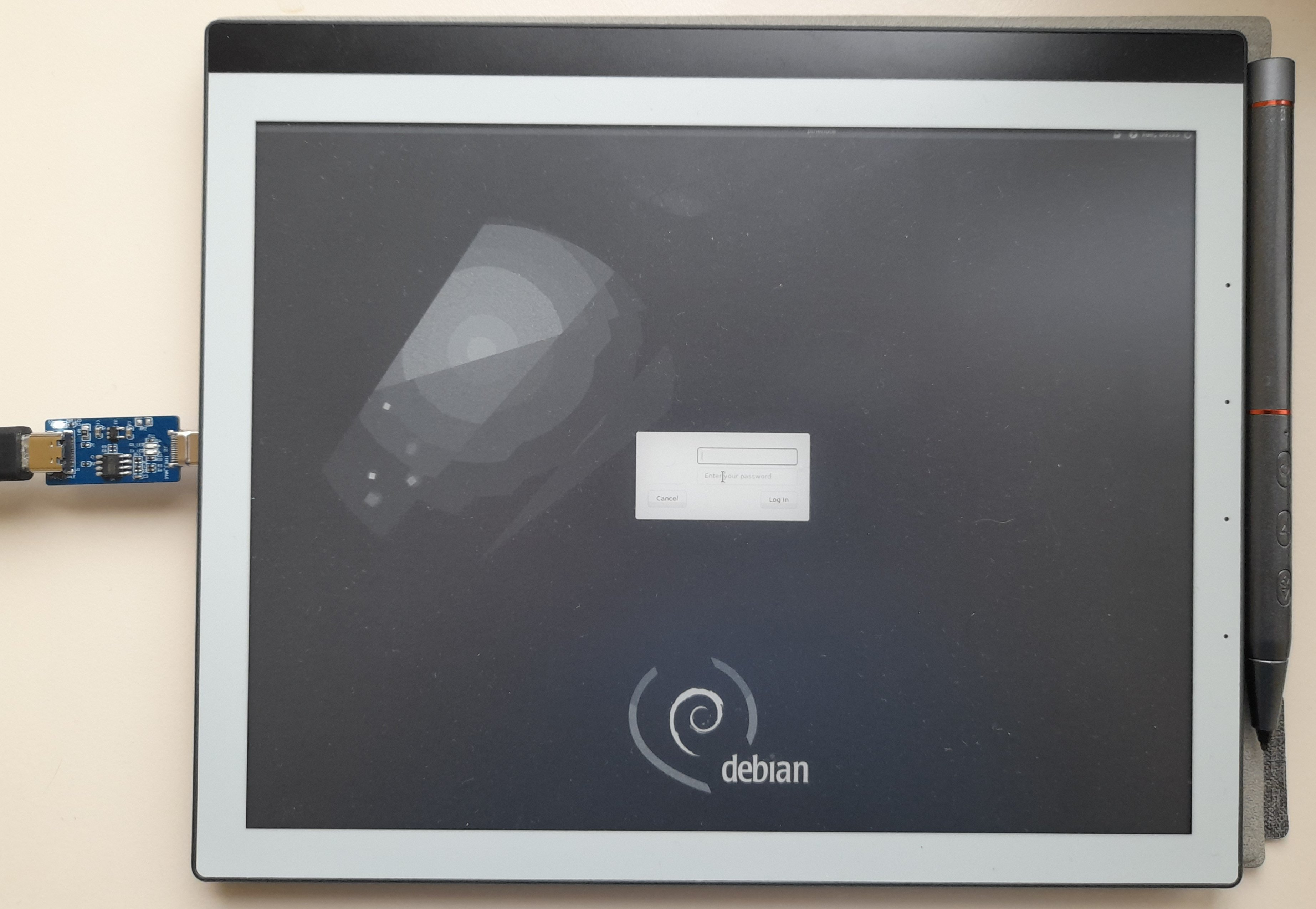
Le PineNote affichant un écran de connexion sur une distribution Debian

Des tablettes sont également proposées, ainsi le PineTab dispose d'un écran 10 pouces LCD et est basé sur le même SoC que le PinePhone,. Une tablette dotée d'un écran utilisant la technologie e-Ink a été annoncée en 2021, le PineNote. Cet appareil utilise le SoC Rockchip RK3566.

## Ordinateurs

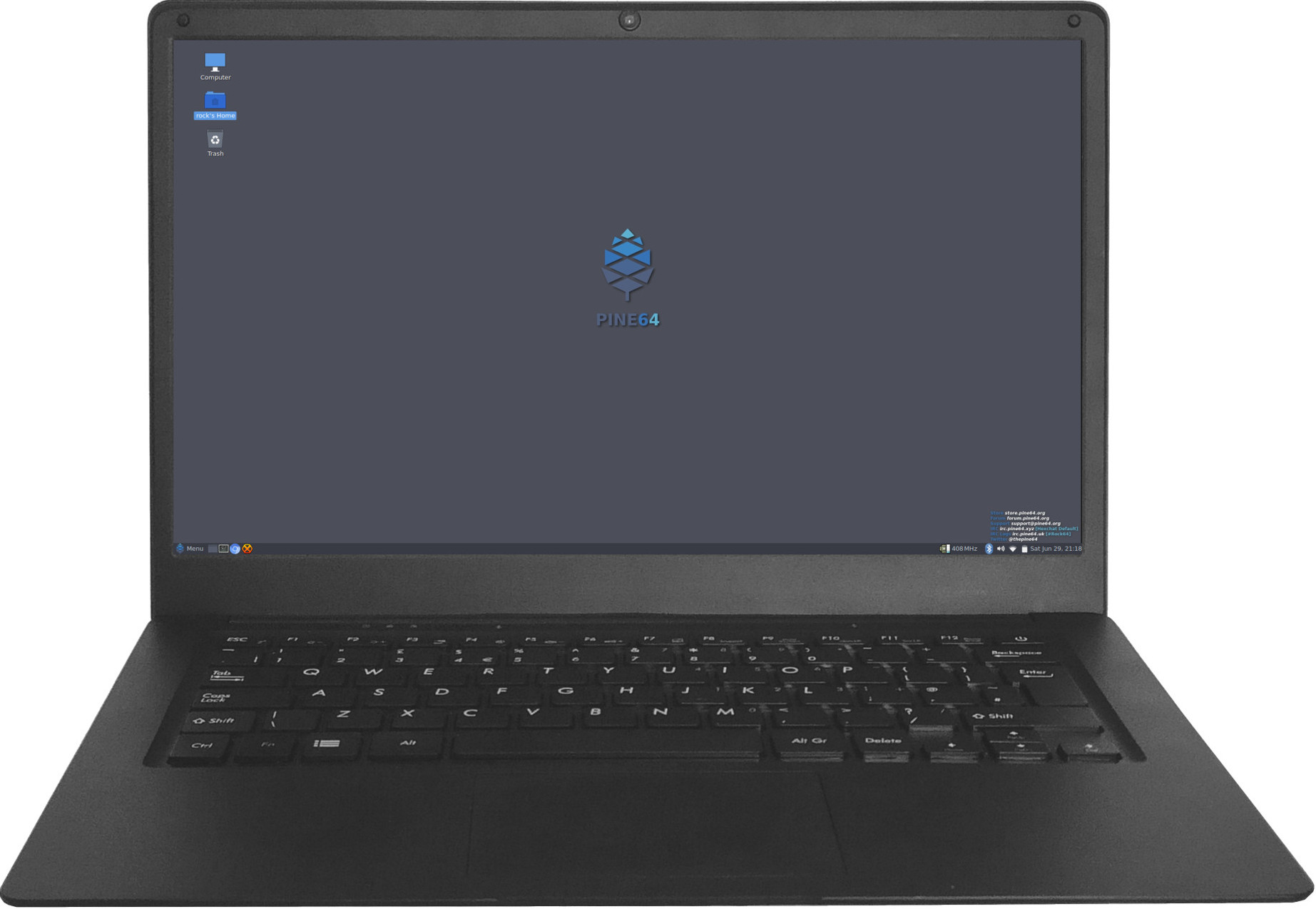
Pinebook Pro

Le Pinebook Pro (en) est un ordinateur portable, à architecture ARM 64 bits, basé sur un Rockchip RK3399, et différents systèmes GNU/Linux (Manjaro, dérivé d'Arch Linux, est celui livré par défaut), dont l'ensemble des pilotes et du système sont également à source ouverte et sous licence libre. L'eeprom comportant le firmware, (appelé BIOS dans les compatibles IBM PC), peut être changée pour différentes capacités, et flashée avec différentes versions de GNU/Linux mis à disposition par l'organisation.
Différents ordinateurs à carte unique (SBC) dont le Rock64, basé sur un SoC Rockchip RK3328, puis le Rock64 Pro, basé sur un Rockchip RK3399.
Le « Pine64 Ox64 » est un intermédiaire entre un ordinateur de type SBC et une carte IoT, il est basé sur un SoC Bouffalo BL808, comportant un processeur RISC-V 64 bits principal T-Head C906 à 480 MHz (CPU avec processeur vectoriel, RV64IMAFCV), capable d'exécuter un noyau Linux, un microcontrôleur T-Head E907 à 320 MHz (E pour embarqué, (MCU RV32IMAFCP)), ainsi qu'un cœur crée par Bouffalo dédié à l'accélération de réseau neuronal (NPU BLAI-100) et intègre 64 Mio de RAM au SoC. La carte comporte de plus les réseaux sans fils 2.4 GHz, Wi-Fi 4, Bluetooth 5 (classique + BLE) et ZigBee) et le support de caméra et écran. Une API en langage Rust utilisant un Peripheral Access Crate (PAC) sous licence libre Mulan PLS2 a été développée pour le microcontrôleur,.

## Électronique et IoT
Le « Pinecil » est un fer à souder électronique, comportant un microcontrôleur d'architecture RISC-V 32 bits et un firmware libre, facilement flashable,.
En janvier 2021, la communauté autour de cette société commence à développer une carte IoT open source à prix accessible, appelée « Pinecone board » et basée sur de l'architecture RISC-V au sein d'un SoC Bouffalo BL602. Un Nutcracker challenge est lancé quelques mois auparavant pour créer un firmware open source pour la partie WiFi et Bluetooth de ce SoC par ingénierie inverse. Lup Yuen Lee est un important contributeur dans la documentation du pilote et parvient à utiliser la carte avec TensorFlow Lite, et à la connecter à un module LoRa,.
PineTime : une montre intelligente connectée, basée sur le SoC Nordic Semiconductor nRF52832, microcontrôleur ARM Cortex-M4 cadencé à 64 MHz, comportant un FPU.